# Chatowa

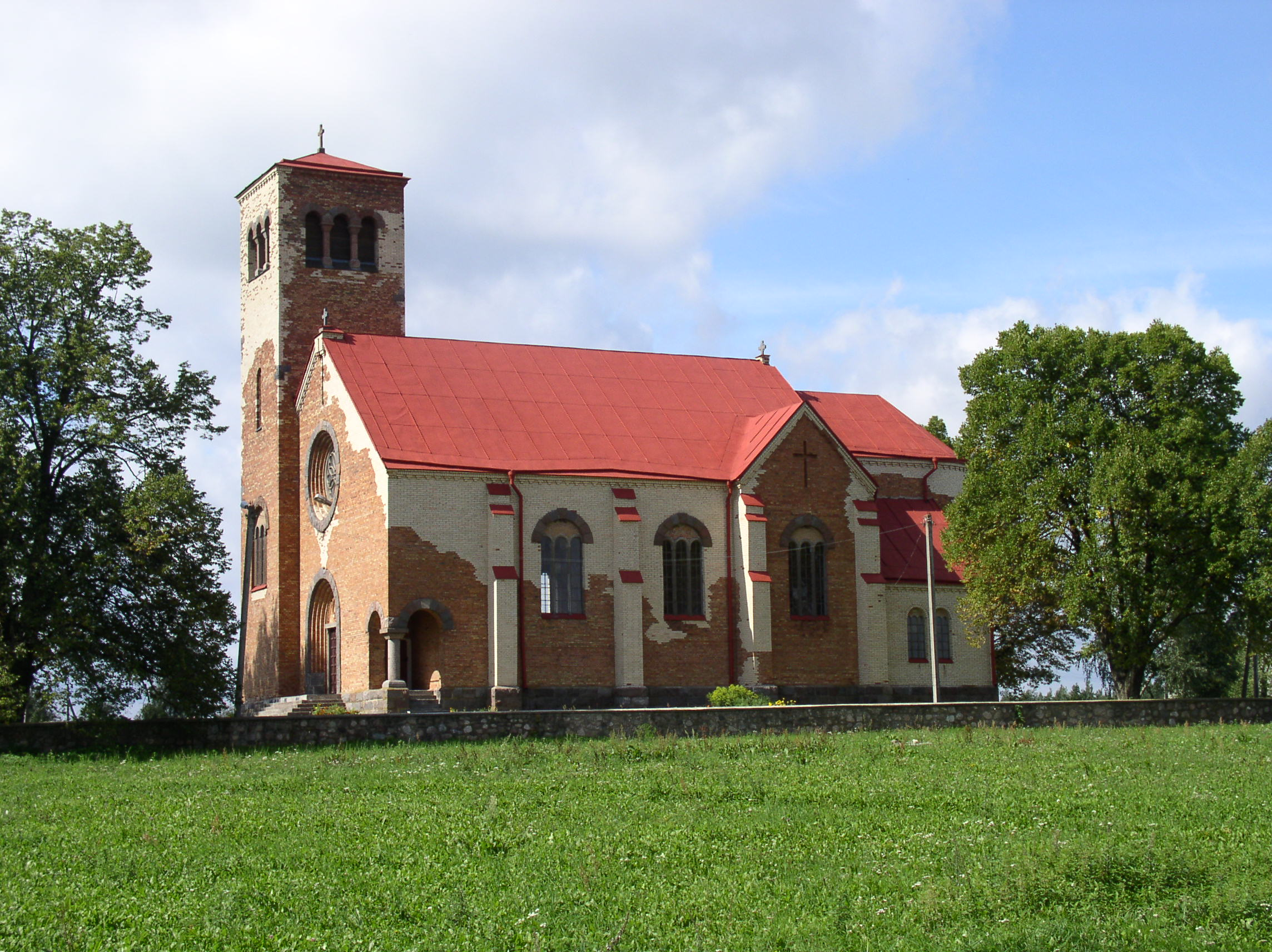
Kloster des Heiligen Herz Jesu

Chatowa (belarussisch Хатова, russisch Хотова) ist ein Dorf im Rajon Stoubzy in der Minskaja Woblasz in Belarus. Das Dorf liegt an der Verkehrsstraße Stoubzy – Chatowa – Iwjanez. Chatowa ist das Zentrum des gleichnamigen Selsawets.
Bekannt ist das zu Beginn der 1930er Jahre errichtete Kloster des Heiligen Herz Jesu.